# Sadovi (Bélaia Glina)
Sadovi - Садовый (rus) és un possiólok del krai de Krasnodar, a Rússia. És a prop de la frontera amb l'óblast de Rostov, a 13 km al nord-est de Bélaia Glina i a 195 km al nord-est de Krasnodar. Pertany al municipi de Tsentralni (Bélaia Glina).